# Sweet Valentine
Sweet Valentine is een Franse film uit 2010 geregisseerd door Emma Luchini.

## Verhaal
Ivan (Vincent Elbaz), een bandiet zonder geweten, kruist het pad met Sonia (Vanessa David), een jonge vrouw die net aangekomen is in Parijs. Vanaf de eerste blik haat hij haar. Vanaf haar eerste blik is ze gek op hem. Sonia beslist : deze wrede man wordt haar prins op het witte paard, haar held, de man van haar leven. En als Ivan volhoudt in zijn haat voor haar blijkt dat Sonia het geduld heeft van een engel.